# OH 5

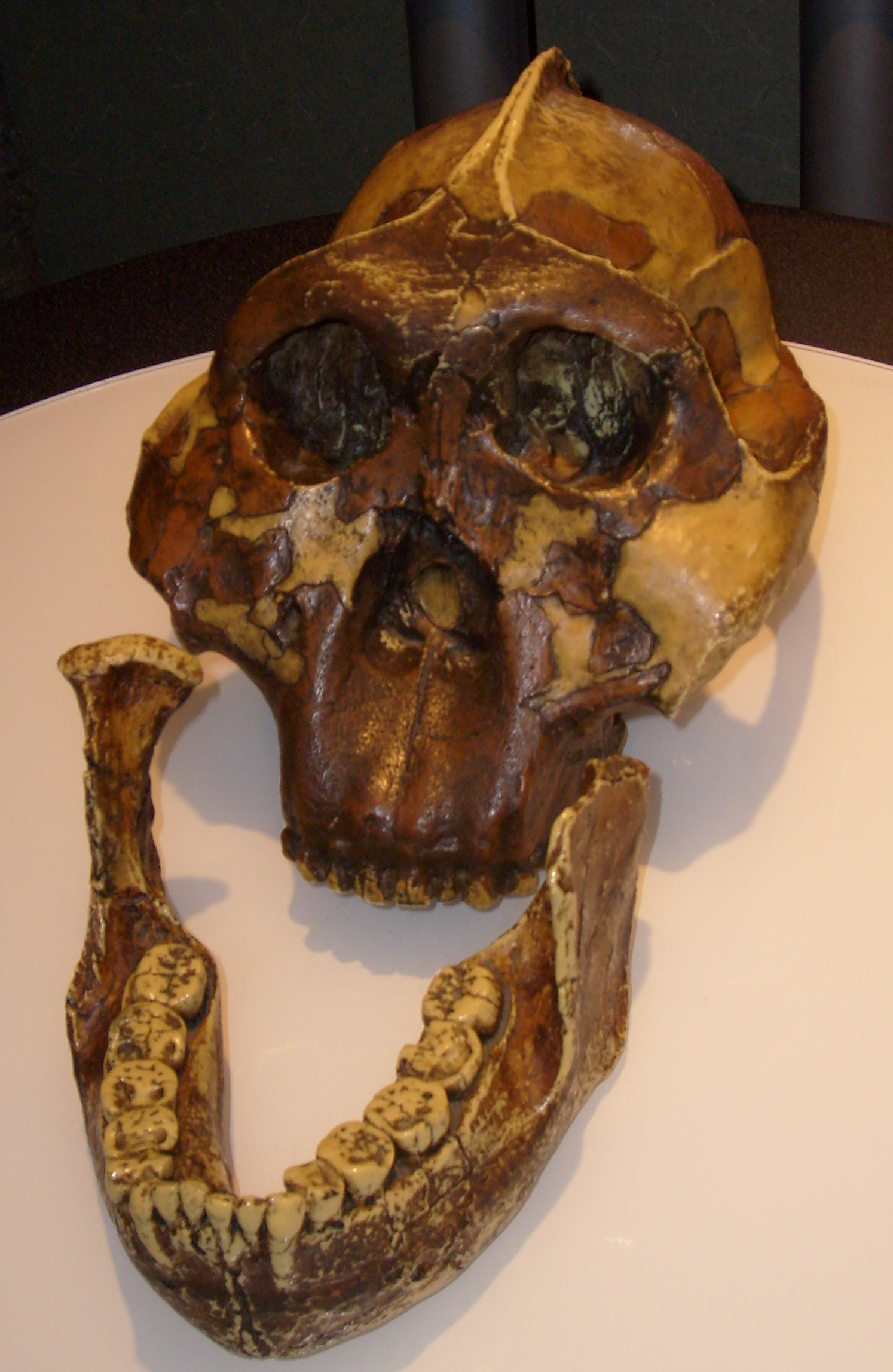
Copia del teschio OH 5

OH 5, anche noto come Uomo schiaccianoci o Zinj, è un teschio fossilizzato di un ominide della specie Australopithecus boisei, datato a circa 1.8 milioni di anni fa, scoperto nella Gola di Olduvai in Tanzania, nel 1959 da Mary Leakey.

## Descrizione
Olduvai Hominid 5 è tra i più noti fossili umani trovati nella gola di Olduvai. È un cranio quasi completo di un maschio adulto, originariamente chiamato Zinjanthropus boisei, tanto che ancora oggi il fossile viene anche chiamato Zinj. Successivamente la sua classificazione fu cambiata in Australopithecus boisei.
Il teschio, rispetto a quelli della specie Paranthropus robustus, per gli studiosi ha definito un nuovo livello di robustezza, chiamato "iper-robustezza". Gli ampi archi zigomatici sporgono in avanti rispetto all'apertura nasale, creando la caratteristica forma a piatto della faccia, tipica dell'Australopithecus boisei. La svasatura verso l'esterno di questi archi ossei dal lato della testa, forniva spazio per grandi muscoli temporali, enormi muscoli masticatori che passavano dalla mascella inferiore alla grande cresta sagittale in cima al cranio.
Per quanto riguarda la dentatura, gli incisivi e i canini del fossile sono relativamente piccoli rispetto ai premolari e ai molari; insieme ai massicci denti delle guance, questo implica che l'A. boisei non faceva molto affidamento sull'affettatura e sulla perforazione durante la masticazione. Piuttosto, la dentatura specializzata suggerisce che la dieta di OH 5 comprendesse maggiormente cibi vegetali duri e abrasivi.